# 辻本茂雄
辻本 茂雄（つじもと しげお、1964年〈昭和39年〉10月8日 - ）は、日本のお笑いタレント、喜劇俳優、俳優。吉本新喜劇元座長の座員。
大阪府阪南市出身。吉本興業所属。NSC5期生。身長173 cm、血液型A型。既婚。

## 来歴
和歌山県立和歌山北高等学校卒業。
自転車競技選手として、中学校時代より全国レベルの大会に出場するなどの実績を挙げ、高校は和歌山県屈指の自転車競技強豪校である和歌山北高の保健体育科に進学。同校在籍時代は自転車競技部の主将を務め、2年時に国体7位、3年時に高校総体4位、高校選抜大会3位などの実績を挙げた。これらの実績もあって、当初は競輪選手を目指していたが、ある日、実家のうどん屋の仕事で、うどんの鉢を買いに行った母親の荷物を運ぶため、自転車で駅まで迎えに行く途中で交通事故に遭い、その治療の過程で交通事故で負った怪我とは別に、両足に腫瘍が見つかったため断念せざるを得なくなった。
仕事の通り道などで吉本の募集広告を見かけて興味を持ち、1986年、高校卒業後は吉本総合芸能学院（NSC）に5期生として進学する。同期には亀山房代、前田勝（ティーアップ）、ぜんじろうなどがいる。NSC在学中に阪上司（阪上は後に芸人引退）と漫才コンビ「三角公園USA」結成。卒業後に心斎橋筋2丁目劇場で活動、解散直前の1989年8月にはコンビ名を「三角公園」に改名する。ダウンタウン司会の『4時ですよーだ』（毎日放送）にもアシスタントとして出演していたが、レギュラー昇格のチャンスが巡って来る前に番組が終了してしまった。
1989年10月にコンビを解散し、吉本新喜劇に入団する。入団してしばらくは、同期の石田靖、同時入団の今田耕司、東野幸治らが主役級の大役をもらう一方、自身の特徴的な顎をいじられるという「アゴネタ」で笑いはとるもののそれだけですぐに出番が終わるだけの、セリフの少ない端役ばかりであった。現状に危機感を持った辻本は、自らの成長のために「アゴネタの封印」を宣言したが、その後さらに出番が激減した。
そんな中、間寛平が座長を務める旅公演にて、スケジュールの都合で参加できなくなった座員の代役として抜擢される。その公演で、ツッコミの腕が高く評価される。「辻本のツッコミはおもろい」と寛平が周囲に売り込んだおかげで少しずつ頭角を現し、今田、東野が退団した後は主役級まで昇格、1995年にはニューリーダーに就任した。同年頃から若手育成の場として「辻本茂雄芝居全集」を開始する。
1997年、吉本新喜劇を全国ネットで放送する番組『超!よしもと新喜劇』（TBS系列）のために東京進出。しかし、翌年の番組終了とともに吉本上層部から「辻本君は大阪の匂いがきつすぎる」と判断され、大阪に戻される。既に押さえてあったルミネtheよしもとと週末公演のスタジオアルタのスケジュールが白紙になり、2ヶ月間は仕事が全くない状態であった。
1999年夏、新喜劇メンバー数名と共にワゴンタクシーで移動中、高速道路（阪神高速3号神戸線）で事故に遭う。ワゴンタクシーは横転し大破、辻本自身も背骨を圧迫骨折する怪我を負い、3か月の休養となる。復帰後、新喜劇での活躍が評価されて同年より座長に就任し、2004年には第33回上方お笑い大賞の大賞を受賞した。
2015年、和歌山市観光大使の第1号に就任。
2016年にはNHK連続テレビ小説『あさが来た』に出演。無駄なことを一切しない銀行支配人役を演じた。
2019年2月を以て吉本新喜劇の座長を退き、ベテラン座員として新喜劇を支えていく。

## 人物
趣味は競馬であり、競馬歴1年にして3連複を的中させたこともある。レギュラー出演していた競馬展望番組『サタうま!』では「万馬券ハンター」「GIハンター」と異名されるほどである。馬券は一応過去のレースのデータに基づいているものの、「超」がつくほどの本命党。その予想は『サタうま!』でも見受けられ、本命（前日オッズの1番人気）ともう1頭の人気馬を挙げ、あとはその2頭から全ての馬に3連単で、マルチで流すというもので、ほぼパターン化している。2007年5月12日に予想したヴィクトリアマイルにおいて、『サタうま!』史上最高倍率である22839.6倍の超穴馬券を的中させた。
他の趣味に「グルメ数珠つなぎ」というものがあり、これは食べに行った料理店で料理を食べた後、大将にいい店を教えてもらうという独自の食べ歩きの趣味である。
藤井隆と仲が良く、あまりに一緒にいすぎたために辻本の妻が藤井との関係を疑ったとまで言われている。また、学生時代に自転車競技部に所属していた縁で、現役競輪選手とも交流がある。
芸人としての下積み時代には、大阪のアメリカ村にあるビッグステップ南向かいのサンビレッジ3階「ブーフーウー」という古着屋で働いていた。
アゴがしゃくれている特徴的な顔で、NHK総合の『バラエティー生活笑百科』では司会の笑福亭仁鶴や相談員に「ペリカン」「アゴ（トビウオの別名）だし」とアゴネタでいじられている。また、青年時代には当時の人気少年漫画『ハイスクール!奇面組』の主人公、一堂零に似ていると言われていたとも証言していた。一時期、タイヘイ一門の総帥・タイヘイ夢路（タイヘイトリオ）の隠し子説も出回っていた（『ナンバ壱番館』に夢路が出演した時のトークより。夢路もしゃくれアゴであり、また夢路の本名が「辻本節子」のため）。ちなみに、アゴネタの始まりは、新喜劇本番中の池乃めだかのアドリブによるものである。
コンビ解散時のエピソードに、ピン芸人として活動するには本名の辻本茂雄という名前は普通すぎるため、当時2丁目劇場で共演していた先輩であるダウンタウンの松本人志に芸名を考えてほしいと相談したこともあった。松本は5分間ほど考えた結果「カマンベールチーズ」という芸名を提案したが、提案した松本も提案された辻本もなぜこの芸名になるのか意味がよく理解出来ていなかったため断念し、結局本名のまま活動することになった。
『サタうま!』に出演以来、中央競馬関係者との交友関係を深めており、特にディープインパクト号については、自ら応援団長を買って出て、陣営のお墨付きを得るほどの仲である。ディープインパクト号が2006年凱旋門賞に出場した際には、番組を通して視聴者デザインをベースとしたオリジナル馬服をプレゼントした。また、同番組で藤田伸二騎手、藤原英昭調教師と対談した際、藤田騎手から「このコンビでG1取ったら一緒に写真を撮りましょう」と誘われ、2008年5月18日に開催された第3回ヴィクトリアマイルで現実となる。

### 新喜劇での傾向
新喜劇ではとりわけドタバタコメディを好む座員で、自らが制作に関わったストーリーではとにかく場をかき乱すハチャメチャで元気な老人「茂造(じいさん)」や中年夫婦の旦那、更にはお人好しのヤクザなどを演じている（これらは下記で詳述）。アドリブによる無茶ぶりを多用し、しばしば共演者（特に若手座員や特別ゲスト）をたじろがせる。
また、他の座長とは違い、
- クライマックスの泣き落としの場面では流れに反することを言って、笑いに引き戻すことが多い（他の座長であれば静かにするか、場を納める役割を果たす）。
- ストーリーや配役だけではなく、セットや仕掛け、暴力表現（下記）で笑わせる傾向が多く見受けられる。

吉本最強の暴力王と言われる石田靖ほどではないが、暴力的なツッコミも特徴である。浅香あき恵に対しては「バケツをかぶって顔を隠せ!」と怒り、たかおみゆきに対しては「おもんない!」「ブサイク!」などと言いつつ頬を叩き、灯油タンクやバケツで頭部を叩いて椅子から落としたり、茂造を演じる際には杖で後ろから叩く。島木譲二や青野敏行、平山昌雄、もじゃ吉田といった座員に対しても同様の傾向が見られ、スベったり気づかなかったりすると「そこ突っ込めや!」「アドリブ弱い奴やなー!」などとイジり、平山に対しては同時に頬や額を叩くことが多い。
1公演には25人前後の座員が出演するが、17〜20人程の他座長より多く取られている。人数を利用したギャグも多く、進行役以外の出演者が全員血縁・上司・恋愛など何かしらの関係を持っており、お互いがお互いを呼び合った後に辻本と舞台回しが「ワケ分からん!」と手を立てて振りながら突っ込んだり、ラインダンスのような集団芸を行うことも見られる。
なお、辻本が座長の回のみ、作家と演出家が2006年以降一定周期で固定されていた。
辻本座長公演は、時にワンパターンなどと批判的な評をされることもあり、どの演目も流れが似通っていることが多いため、芝居はマンネリ化している。

## 主なネタとキャラクター
辻本が新喜劇で主に演じているキャラクターは上記の通りだが、一興行で茂造→ヤクザを一辺に演じたことが2008年2月16日現在で4度あった。1つは劇中で茂造が死亡し、茂造の借金の取立てとして、ヤクザ役の辻本が取立てに来るというもの（ただし、例外として茂造が孫役の烏川耕一に島に返され、その後ヤクザの辻本が借金の取立てにやってくるという展開があった）。もう1つはその逆の順序だが、この時は茂造は生きている。これは過去と現代の二つの世界で別々のキャラクターが登場するというものであり、過去の場面ではヤクザ役の辻本、現代の場面では茂造が登場する。また、近年では稀に「お年寄りヤクザの茂造じいさん」という設定でヤクザと茂造のキャラクターを同一化させて演じることもある。なお、ダブル座長公演の際には、これ以外の役も見られる。現在舞台ではボケ専門で、内場勝則や吉田ヒロなどのようなツッコミ専門の役回りはほとんど皆無になっている。ダブル座長公演時は出演者の表記がトップでない場合は、テレビ出演との兼ね合いもありストーリーラインに絡まない役が多い（休演しても影響がないということである）。2006年4月1日に放送された石田靖座長の新喜劇「SAKURA」では久しぶりにストーリーラインに絡む役を演じた。新喜劇座長の内場勝則とは、現在、共演はあっても、2人が出ずっぱりの新喜劇は皆無となっていたが、2017年12月のNGKリニューアルオープンでのこけら落とし公演でダブル主演「眠らない男」を張っている。また2019年3月の座長勇退公演では内場がアホボンとしてゲスト出演し、また翌週の内場座長勇退公演では借金取りでゲスト出演している。

### 舞台のギミックを駆使したギャグ
辻本（主に茂造役）が座長を務めている演目では、必ずと言っていいほど、舞台セットに何かの仕掛けが施され、それを乱用してギャグに持ち込むパターンが多々ある。なお、茂造の場合はこれらを指摘されると、「昨日のうちに作った（改造した）」、「ワシの手作り」と開き直る、または「叩いたらこうなった」と驚く場面もある。
階段
舞台に設置されている階段（基本的には舞台右端にあるが、演目によって設置場所が変わることもある）が、茂造の合図（杖で壁などを叩く、ベルを鳴らすなど）で段差が消えて急な傾斜になり、階段を上っていた役者が強制的に滑降する、というもの（階段はもう一度同じ合図を送ると元に戻る）。縦方向のタイプと横方向のタイプがあり、当初は舞台の奥から手前に向けて造られた縦方向の階段で行われていることが多かったが、役者によっては勢い余って観客席まで落ちて危険でもある（後述）ため、2016年以降は横方向に向けて造られた階段に統一された。
- 主に最初の被害に遭うのは当初はたかおみゆきだったが、2016年以降は永田良輔またはもりすけで固定された。
  - みゆきの場合は『因縁を付けられたことへの仕返し』・『陶酔している姿に苛立っての報復』（一部例外）、永田の場合は『ネタが寒いと判断したから』、もりすけの場合は『単に苛立ったから』という理由で使われた。

- みゆきの場合は観客席すれすれの所で止まって動揺を誘うが、伊賀健二の場合は体重があるからか、そのまま観客席へ落下してしまう（彼特有のイジリネタと絡んで「脱線や」、「新幹線だけに速かった」と言われる場合が多い）。
- 高齢の井上竜夫の場合は階段の仕掛けを発動しようとするも、寸前のところで他の従業員役の無言の圧力で制止させられ、未遂に終わったことに「すいません、期待に沿えず」、「だって人殺しになりたくないも〜ん」と観客に弁解する。
- 未知やすえの場合は、茂造が寸前のところで止め「あの人を落としたら、脳みそちゅーちゅーされそうやから」と、今別府直之や酒井藍などの巨体キャラの場合は、茂造が寸前のところで止め「あのデブ落としたらエライことになるやろ、ワシも空気読むちゅうねん」と観客に弁解する。
- また、シリアスなムードで鬱状態になっている役者（主に平山昌雄や前田真希など）に階段の仕掛けを発動するも、本人に坂になったことすら気づかれずに登られてしまい、「やりがいないわあ〜。もっとロウ塗らなあかんなあ」と悔しがり、相手が再登場すると「おい、お前何でさっき落ちなかったんや」と逆切れする。
- 散々な仕掛けを他の従業員役に注意されると「また役に立つって」と開き直るが、実際にこの仕掛けが終盤で強盗などの悪役を捕まえる決定打として活用され、「なっ?役に立ったやろ！」と満足する。
- 一時期階段が無いこともあったが、2017年以降では一番下の段が下手側へ延長され、舞台袖まで滑っていくように改良されている。

エレベーター
舞台中央にある旅館（ホテル）のエレベーターに客が乗ると、ありえない誤作動を起こすというもの。
- こちらも、主にたかおみゆきのいじりを皮切りに始まる。団体客がエレベーターに乗るとみゆきだけに反応してブザーが鳴り、彼女だけがエレベーターに乗れずに狼狽する（彼女の代わりに乗った従業員の方が明らかな肥満ということがある）。茂造はみゆきに「このエレベーターはブサイクに反応するんです」と説明するが、納得いかないたかおが反論してもエレベーターが起動せず、見るに見かねた茂造がバケツを被せる（あるいは雑巾を顔に投げつける）ことで彼女の顔を隠すと正常にエレベーターが作動する、というもの。
- その後もエレベーターは、役者によって様々な反応を起こし、伊賀健二の場合は新幹線の発車ベルとドアの開閉音、井上竜夫やそれに準ずる高齢者キャラクターなら仏壇の鐘がなる。
- また、みゆきと同じくブサイクネタでいじられる浅香あき恵（または島田珠代）の場合は、エレベーターのブザーが鳴ると自ら隠してあったバケツを被るなどして迅速に対応し、従業員から「何で、この仕掛け知ってるんや？」、茂造から「ははは。ブサイクは空気読める」と言われる。
- また、頭のハゲにも反応する。例えば島田一の介の場合は、カツラを被せられると途端にエレベーターが動き出す（反応しない時もある）。斉藤司、もりすけの場合は、目出し帽をかぶっていてもブザーが鳴って動かない。島木譲二の場合はドアが閉まったりブザーが鳴ってドアが開いたりを繰り返してエレベーターが混乱し、結局動き出す。

右の壁
旅館などの屋内が背景の舞台では上記の「階段」と同様に茂造が何らかの合図を送ると仕掛けが発動する。
- 主に「頭上の看板が倒れてくる」、「壁のスリットから何かが飛び出してくる」という形式。
- 壁のスリットから飛び出すものは毎回変化し、基本的には巨大な刃物だが、他にも「伊賀健二と新幹線を融合させたイラスト」、「茂造本人の等身大看板」、「怒ったサンタクロース」など様々。
- なお、これらの仕掛けは上記の階段やエレベーターと異なり、終盤の悪役に対してのみ初めて使われることがほとんど。

中央の壁
舞台背景にある本棚や絵画が、突然外れて茂造（を含めた他の役者）が現れる、というもの。
- 基本的に舞台のキーパーソンになる役者が密談していたり、衝撃の事実を知らされて愕然としている際に茂造（を含めた他の役者）が「えー!?」と驚いて出現し、茂造が「聞いたで〜〜」と不敵な笑みを浮かべるのがお約束になっている。

扉
正面もしくは入り口の扉が上記の「階段」と同様に何らかの合図を送ると仕掛けが作動する。
- 扉が突然閉まる、または上から仕掛け（絵画もしくは巨大な刃物）が登場する。後者の場合は同じ合図を送ると元に戻る。
- 入ろうとした役者が伊賀健二である場合、茂造が「駆け込み乗車は危険です」といじる。

### 機会の少ない役
時々、警官の役で登場。刑事の場合は誰かと組み、警官の場合は1人。
- 島木譲二と組み、「お人好しヤクザ」の時の「ノリの悪い奴」。
- 刑事でも警官でも、やたらと拳銃を撃つ（特に浅香あき恵には乱射する）。
- 2008年11月1日の放送では、自転車で舞台を走り回り、止まる際に共演者の決まった1人にぶつかる（後に『1、2、駐在さんダァ〜!!』（2002年 - 2004年 朝日放送）にて、石田靖が同じネタを毎回の登場時のお約束としてさらに強烈にやる。石田の場合、最後に衝突されるのはほとんどの場合FUJIWARAの藤本敏史に決まっていた（まれに藤本の相方の原西孝幸や山田花子、小倉優子にぶつかることもある）。
- 刑事の場合はニックネームを持っているが、放送時期に話題になっている有名人に因んだものとなっている（例：ギャンブル好きという理由から「琴光喜」、お金を借りたかどうかすぐ忘れるため「猪瀬知事」）。
- 「もしも、何かありましたら、すぐに連絡してください。連絡先は大阪06〜♪ 6413-フンフンフンフン〜♪（2222）」と言って出て行き、共演者に「何番やねん!」と突っ込まれる。市内局番の部分は常時違っていることが多く、実際元ネタと思われる日本文化センターテレフォンショッピングのフリーダイヤル化される前の大阪の番号は『大阪06-6584-2222』である。
- 2010年代に入ってからは、この役柄で登場する際には腹部から流血（登場前にその芝居における犯人役などとの闘争中に致傷したという設定）して、顔色が悪くなっていることが多い。
- 博士役での出演。入るときは扉を足で蹴って入ってきて共演者からは「普通に入ってください」と突っ込まれる。また2014年5月31日放送分では「この手袋をはめてボールを投げるとボールが帰ってきてさらにそのボールの中に千円がはいってる」と客に向けて言った。そしてボールの中には本当に千円が入っていて辻本が客席に下りて返しに行った。

### 3人組ヤクザ（借金取り、地上げ屋、お礼参り）
ちょび髭、白地に黒いアーガイルチェックのスーツを着用し出演。取り立てをする相手には容赦ないが、3人とも困っている人を見ると助けずにはいられない義侠心の持ち主。動機のほとんどがマドンナ役への一目惚れ。子分役を演じるのは過去は下記の通り烏川耕一（赤スーツ）と安尾信乃助（青スーツ）が多かった。2007年からは山田亮（赤スーツ）、平山昌雄（青スーツ）と子分役が変更され、さらに2011年からは山田に代わってレイチェルが赤スーツを担当するようになり、以降は平山とレイチェルに固定されていたが、2010年10月2日放送の回では（老人ヤクザとして）青野敏行が、明治座で2014年12月24日から2日間行われた東京公演では伊賀健二が赤スーツを担当した。烏川と安尾の前の以前の子分役は藤井隆、川畑泰史、大山英雄、東京ではDonDokoDonなどが務め、2016年には黃スーツのアキと水色スーツの森田展義が子分役を演じている。また、スーツの色も以前は紫スーツ（主に大山英雄か藤井隆）と黄スーツ（主に川畑泰史か烏川耕一）だった。ストーリーの途中では、3人がそれぞれ同じ柄のエプロンや浴衣、シャツに着替えて登場する。この時「その柄どうやって用意したのか?」と聞かれ、「背広をバラして仕立てたんや」と答えるのもお約束となっている。また、名刺にまで同じアーガイルチェックが入っていることもある。稀に茂造ヤクザとして登場することもある。
ただし、正月スペシャルでは普通の取り立て、もしくは地上げ屋と共犯など終始悪役の場合がある。
なお、W座長の場合は、グレーのスーツにちょびひげなしで登場。子分は吉田裕と松浦真也となっている。この時はローテーショントークなどのネタは行わない。
また、平山昌雄、山田亮、たいぞう、なかやまきんに君らと息の合わないヤクザ2人組として登場することもある（2012年以降は平山で固定）。辻本のボケに対して、平山たちが全くのトンチンカンなツッコミを入れ、それを辻本につっこまれるというオチ。これだけの演出が5分くらいと長く続き、客席では笑いが絶えない。そして、明らかに漫才師みたいなノリなので、周りの出演者から、「お宅ら漫才師ですか?」とツッコまれることもしばしばある。2人で「どうも! ありがとうございました〜っ」と漫才のように締めて舞台から引き上げようすることもある。2010年代前半では、刑事役の際に島木譲二と組んで似たようなやりとりを見せた。

#### ヤクザ役で出演する時のギャグ
- ○○トーク 辻本・烏川・安尾で何かをしながら相手に物事を伝えるというネタ。複数のパターンを組み合わせることもある。ネタを受ける方はほとんど置き去りにされている。最初は必ずローテーショントークから始まる。現在は烏川のポジションを山田、レイチェル、アキなどが、安尾のポジションを平山や森田が担当する。
  - ローテーショントーク

セリフを節ごとに分割し、辻本→弟分1人目→弟分2人目→辻本 の順番でセリフをつなぎボケるネタ
（辻本）「（地上げ屋の場合は）実はこの辺りをリゾート開発することになったんや!」「（借金取りの場合は）ワシら、○○に、△△万貸しとんねん!」
（2人目）「（地上げ屋）そやから、ここの土地が必要なんや!」「（借金取り）返済期限はとうに過ぎとんねん!」
（3人目）「（地上げ屋）さっさと売った方が」「（借金取り）さっさと出した方が」
（辻本）「お前の」
（2人目）「ため」
（3人目）「や」
（辻本）「で!」
（周りの人）「何で回るんですか!」
（辻本）「名付けて、ローテーショント〜ク! ローテーショントークとは3人で」
（2人目）「交替に」
（3人目）「しゃべることを」
（辻本）「言う!」
（周りの人)「そのままやん!」
（辻本）「続きまして…」と言って以下のネタに入る。
  - ミュージカルトーク

辻本・弟分2人が歌って踊りながら相手に特定の目的を伝えるネタ。
（辻本）「ア〜ア!」「（地上げ屋の場合は）リゾート開発するんや〜で〜!」「（借金取りの場合は）○○に△△万貸してるんや〜で〜!（○○を探してるんや〜で〜）」
（2人目）「ア〜ア!」「（地上げ屋）せやからこの土地が必要なんや〜で〜!」「（借金取り）返済期限は過ぎてるんや〜で〜!（○○に貸してたんや〜で〜）」
（3人目）「（地上げ屋）必要?」「（借金取り）過ぎてる?（貸してた）」
（辻本）「（地上げ屋）必要?」「（借金取り）過ぎてる?（貸してた）」
（辻本・弟分2人）「（地上げ屋）必要〜!」「（借金取り）過ぎてる〜!（貸してた〜）」
（3人目）「ア〜ア!（地上げ屋）さっさと売ったほうがお前のためやで〜!（借金取り）さっさと○○出したほうがお前のためやで〜!」
（辻本）「それはええこっちゃ〜」
（2人目）「それはええこっちゃ〜」
（3人目）「それはええこっちゃ〜」
（辻本）「それが一番」
（辻本・弟分2人）「ええこっちゃ〜!」
（辻本）「まぁこういうこっちゃ〜」
  - 民謡トーク

3人目は太鼓をたたくフリで「ドンドトコドンドトコ」、2人目は「エンヤートットエンヤートット」、辻本は「うぉ〜〜WO〜〜〜ぉ」と民謡風な歌を歌いながら相手に特定の目的を伝える。最後は全員で「あ〜こりゃこりゃ」で締める。
（3人目）「ドンドトコドンドトコ…」
（2人目）「エンヤートットエンヤートット…」
（辻本）「♪うぉ〜〜WO〜〜〜ぉ」「（地上げ屋の場合は）ここはリゾート開発するんや! せやからこの土地必要なんや! さっさと売った方〜が〜お前〜の〜ためや〜で〜!」「（借金取りの場合は）ワシら○○に△△万貸してる! 返済期限はとっくに過ぎてる! さっさと出した方〜が〜お前〜の〜ためや〜で〜!」
（辻本・弟分2人）「あ〜こりゃこりゃ」
（辻本）「まぁこういうこっちゃ〜」
  - ウエストサイドストーリー風トーク

（辻本）ワンツスリーフォ〜
（辻本・弟分2人）「（地上げ屋の場合は）土地売れ! 土地売れ! 売るんだ〜、売らなきゃお前を殺すぜ!」「（借金取りの場合は）出せ! 出せ! ○○を出すんだ〜、出さなきゃお前を殺すぜ!」
（辻本）「やっちまいな〜〜」（殴りかかるがなぜか殴り返された素振りをする）
（弟分たち）「うわっ、この野郎…。うわっ」（2人とも辻本と同じように殴り返された素振りをする）
（辻本）「やりやがったなこのっ、だだっだだっだだっだだっ、だ、だ、だ…ダ〜〜」（ナイフか、お玉やゴム棒など、それに代用されるものを取り出して相手に持たせて自分を刺す）
（弟分たち）「ジョニー」
（辻本）「俺が死んでも必ず」「（地上げ屋）地上げするんだぜ」「（借金取り）取り立てるんだぜ」
（弟分たち）「わかってるよ、ジョニー」
（辻本）「すばらしい…ガクッ」
（弟分たち）「ジョニー」
（辻本）「まぁこういうこっちゃ〜」
  - カルメントーク

フラメンコのイントロを弟分たちが歌い、最後に辻本が「出せ!」や「売れ!」と手を叩きながら叫ぶ、リズミカルなトーク。共演者が「シンプルすぎて逆にわからないです」とツッコミを入れる。
  - 歌舞伎トーク

安尾が口と手を使って鼓を叩いて演奏する真似をし、烏川が靴で床を叩く（安尾と烏川の役が逆の場合もある）。
そして、辻本が「（借金取りの場合は）○○を出〜〜〜せ〜えっ〜」、または、「○○ま〜ん」（上に上がる）
「（地上げ屋の場合は）土〜〜地〜〜を〜〜売〜〜〜れ〜〜〜えぇっ」
と、歌舞伎のしゃべり方で相手に特定の目的を伝えようとする。
平山加入後は後述の燃焼系トークと合体させた形で平山がバク転を行う。さらにアンコールで平山が回転して辻本は労うものの、レイチェルが太鼓のマネを一切止めようとしないため、辻本が『お前鬼やな！』と言って締める。
  - 狂言トーク

狂言のしゃべり方と動きで目的を伝えようとする。
（烏川）「（裏声で）いよぉ〜〜〜〜〜〜〜〜〜〜〜〜〜〜〜ぉっ!!!!」
（辻本）「○○にぃ〜〜〜○○万〜〜〜〜〜〜〜んっ!!!!」
（安尾）「カッポンポンポンポンポン…カッポンポンポン…（手と口で鼓の演奏する真似をする）」
（辻本）「貸しているっ! 貸しているっ! …返済期限!! 過ぎているっ! 過ぎているっ!! 返済期限っ!! 過ぎているっ!! 過ぎているっ!!…」
※このセリフを言いながら狂言の動きで歩き回る。その間、安尾は、ひたすら鼓の演奏の真似をし、ある程度経ったところで辻本が「いつ終わんねんっ!! アホっ!!! エンドレスやないかいっ!!」と烏川の顔を叩き、向き直って「まぁこういうこっちゃ〜」。子分達に加え目的を伝える相手まで狂言の動きで歩き回ってある程度行ったところで辻本が近くにいた誰かを叩いて「誰が止めんねんっ!!」と言って締めるバージョンもある。
  - 輪唱トーク

辻本から順に「静かな湖畔の森の影から」のメロディで「♪○○に○○万金を貸してる〜 返済期限は過ぎている〜 出せ〜 出せ〜 出せ出せ出せ〜…」と歌い始めるが子分らは辻本に連られてしまい3人揃って歌い終る。
「輪唱になってへんがな！」と辻本が突っ込み要領を教えるが最後は3人揃ってしまう。
2番目が「兄貴、真ん中は連られるから難しい」と言い、なぜか相手方に「ワシがいこか?」と睨み付けながら2番目を辻本と交代。改めて輪唱するが最後は3人揃って終わるか3番目が先に歌い終り輪唱が成り立たず締める。高原のペンション等にやってきて入る前に「気分ええな〜!! 輪唱でもしよか!!」と言って普通に輪唱する場合もある（オチは同じ）。
  - 内緒トーク

辻本から安尾or烏川に伝え、それを聞いた方が残った方に伝え、3人で「うん、うん、うん」最後に辻本「まぁこういうこっちゃ〜」で締める。そこに、話している共演者が「いや、わかるわけないやん!」とツッコミを入れる。
  - カーリングトーク

（辻本）「出せっ…（カーリングを始める）」
（烏川・安尾）「出せ、出せ、出せ、出せ（始める）」
（三人）「出せ、出せ、出せ、出せ、出せ…」
（辻本）「…これ、まだ出来てへんねや」で締める。
  - クイズトーク

クイズ$ミリオネア風に目的を伝える。
（辻本）（借金取りの時）「第1問、あいつ（こいつ）は○○を出すか、出さないか（地上げ屋の時は、土地を売るか、売らないか）?。A：出す（売る）、B：出さない（売らない）。さあどっち??」
（安尾or烏川）「A：出す!!」
（辻本）「ファイナルアンサー??」
（安尾or烏川が残った一人に電話をかけて）「○○を出す（売る）か、出さない（売らない）か」
（安尾or烏川で電話を受けた方）「Aの出す（売る）」
（電話を切って、安尾or烏川）「Aの出す（売る）」
（辻本）「ファイナルアンサー?」
（安尾or烏川）「ファイナルアンサー!!」
（安尾or烏川）「（効果音の口真似）」
（辻本）（"みの溜め"の真似をして）「正解!! …まあこういうこっちゃ」
  - フラメンコトーク（未完成）
  - F1トーク（これも未完成）
  - アイドルトーク（松田聖子の『白いパラソル』の「♪お願いよ〜♪」の歌い出しを歌いながら特定の目的を伝えようとするが、途中で「恥ずかしいわいっ!」と言って打ち切ってしまい、これも未完成）
  - パピコトーク（「○○に○○貸している〜、返済期限は過ぎている〜、出さなきゃお前をチュルリララ〜」などの言葉をパピコ（グリコ）のCMの歌の節にのせ、目を左右に動かしながら（顔も動いている）歌う）
  - 高見盛トーク（高見盛が気合を入れるときの仕草を真似て「まぁこういうこっちゃ」と言うだけ）
  - 燃焼系燃焼系トーク（平山昌雄が燃焼系アミノ式のCMのように空中前転をして平山が疲れるまで前転させる。
2008年10月11日の放送では、前述のとおり、ヤクザはヤクザでも、ただペンションに泊まりに来ただけだったため、「ペンションに〜ペンションに〜泊めてくれ〜」と言いながらこのトークネタを行った。2010年以降は、共演者が「分かりません」と言ったあと、「なに〜アンコールやと〜？」と言い再度、平山が回ろうとするが、疲れているため回れないというパターンが多い。
  - エアロビトーク
ヤクザの茂造で披露。3人でエアロビを行い、2人目が腹筋をやる。
  - アナと雪の女王トーク

子分の一人がダジャレを言い数秒間の沈黙の後、辻本ともう1人の子分が「♪少しも寒くないわ〜」と締める。
  - ※トークとトークの間には必ず

（辻本）「まぁこういうこっちゃ〜」
（共演者）「分かりませんよ」
（辻本）「分からんか?（分からんやと?）。…続きまして〜、」や、「まだ分からんか〜。これ疲れるからやりたないねんけどな〜。…続きまして〜、」
（共演者）「まだ続く（ある）の?」というやり取りがある。
  - ※また、最後の「○○トーク」を出す際には、

（辻本）「まだ、分からんのかい。しゃあないなあ〜。じゃあ、これで本当に最後やでぇ〜。続きまして、○○トーク!」と必ず未完成のトークをもってきて、「これ、まだ出来てないねや」で締める。そして、共演者が「出来てへんのかいな!」「出来てから来てください!」と突っ込み、ようやく○○トークネタが終了する。
- トーク以外のギャグでは、辻本が「ワシがキレたら嵐が起こるで〜!!」と脅し、子分の2人が辻本の服を後ろから持ってたなびかせる。
- 悪質?な嫌がらせ

借金の取立てもしくは地上げで訪れた先が留守の場合、子分役（大抵は平山）が呼ぼうとすると「その前に悪いことしたろやないかい! オレは悪いでぇ〜」と言ってイタズラをする。
（例1）
（辻本）「さて、どんな悪いことしたろかな〜…おお、こんな所に金庫がある、しかも鍵がかかってない。無用心やの〜。オレに悪いことせぇ言うとるようなもんやないかい!! おおっ1万円札が入ってるやないかい! この1万円札を抜き取って…千円札10枚入れたる!! 悪いやろ〜!!」
（例2）
（辻本）「留守番電話に悪いことしたろ。（応答メッセージを録音して）ピーッと鳴りましたらメッセージをどうぞ。メェ〜（電話を戻す）」「一生留守電入らへんようにしたった〜!! ピーッって鳴ってへんもん!! 悪いやろ〜!!」
この後のやりとりはほぼ一定。
（子分）「兄貴、ワルーーっ!!」
（辻本）「（開けたらびっくりするで〜!!）お前も何か悪いことしたれ!!」
と子分にイタズラをさせるが「まだまだやな…」と冷たくあしらう。そして子分がもう1度チャンスを請い、イタズラをさせて「お前にしては○○点やな…」とあきれ笑いをすることもある。
- 辻本のボケに対して、平山が全くのトンチンカンなツッコミを入れ、それを辻本にツッコまれるというパターンが何度か続いた後、「お前と一緒におったらスリルとサスペンスやわ〜」と言う。トンチンカンなツッコミに業を煮やした辻本が逆にトンチンカンなツッコミで返し困った平山に「なっ！困るやろ？これがワシの気持ちやで！」と言ったり最後の方でツッコミが合うと満面の笑みもしくは感極まって肩を抱き合ったりする。

（例）
（辻本）「（相手の組事務所に乗り込み相手から挑発され）まぁ立ち話もなんやし狭い（汚い）とこやけど座れや!!」
（平山）「うちの事務所も狭い（汚い）がなーっ!!」
（辻本）「アホっ!!おかしいやろ!!今のは『あんたの事務所と違うがなーっ!!』って突っ込むんや!!頼むで!!」「（相手に向き直り）すんまへんな！」
（相手）「…まぁ狭いところやけど座れや!!」
（平山）「あんたの事務所と違うがなーっ!!」
（辻本）「今のは合うてる!!展開変わったんやからアドリブでちゃんと突っ込めや!!!」

- この他、平山に「辻本組の怖さを教えたれ!!」っと言って脅させるが脅しとは言い難い子供のイタズラ程度のレベルなため上記同様「お前にしては○点（まあまあ）やな…」とあきれ笑いしながら言う（例「出前を大量に届けさせるからな!!もちろん代金は俺持ちや!!」「ピンポンダッシュしたるからな!!」「この電話を公衆電話にするぞ!!」など）。

- 店などで椅子を蹴り、暴れだすと子分がそれをきれいに片付ける。

（辻本）「何で片づけんねん!!集合!!」
（子分）「兄貴がいつもきれいにしとけって言うから…」
（辻本）「アホっ!! それは事務所での話や!」「バーン!! って蹴って脅しているんや! もうちょっと心通じ合おうや!」
- この後もう1度椅子を蹴り、子分がそれを片付けようとすると、「片づけんなよ!!」と止める。

- 終盤で別のヤクザが現れて暴れ出した時に「待てぃ!」と現れて「何者や!?」と聞かれてそれぞれが名乗り、辻本が「3人揃って…」っと言って3人同時にバラバラのセリフを言って「バラバラやないかい!」っと突っ込まれる。
- 腕にギプスをはめて慰謝料や治療費を取ろうとしたヤクザが計画に失敗してギプスを外すと、そのギプスを拾い「マジンガーZ」の主題歌（基本的に歌うのは「空に〜そびえる〜鉄の城〜、スーパーロボットーマジンガーZ〜♪」の部分）を歌いながら自分の腕にはめ、歌った後に「ロケットパ〜ンチ!」と叫びながらギプスをヤクザ役に投げつける（このネタは、入院患者の茂造も行う）。

など。

### 茂造じいさん
青（もしくは赤系）に白ラインが入ったジャージを着用し、いつも鞄をさげ、立っているのに杖をつく。パンツタイプの紙オムツ（アテントのギャザー付き）を身に付けている（本人によると「オムツはパンツタイプ」と主張している）。大声を上げながらハイテンションで登場し、杖や他人の鞄、バケツを振り回したり、警官やヤクザから拳銃を拝借して乱射する等の暴力じみた過激なツッコミを入れたり、あらゆる所にカラクリ（舞台装置）を施すなど、性格は豪快かつ破天荒で、周りからは常に顰蹙を買っている。大概余計なことしかしない上、おいしいところは持っていくという図々しく自己中心的な老人である。愛称は【茂じい】。主にアルバイト（特にホテルなど）、他には騒々しい入院患者などで出演。ホテルのアルバイトでは上だけ背広で下はジャージという服装で出演している（おそらく途中で失禁している為。本人によると「すぐチビる」とのこと）が、2010年以降は全体がジャージの場合が多く、クリスマス公演ではそれに合わせた衣装になっている。また「花月亭茂造」という落語家の役で出演したときもある（この時、川畑泰史が「花月亭バタ造」という弟子を演じた）。基本的に天涯孤独の身という設定だが、エンディングのオチで孫（孫娘）が登場したり共演者の祖父役という場合もある。また、妻（死別）がいたという設定もある。
辻本を代表するキャラであり、新喜劇でも人気を誇るキャラクターのひとつで、登場時の歓声はひときわ大きい。また2009年からはスピンオフ作品として辻本自らが脚本を手がける舞台「茂造 〜○○〜」（○○内はサブタイトルが入る）が上演されている。ストーリーは茂造の過去を描いたもので、通常の新喜劇とは異なった人情路線となっている。
舞台回しとも言われるツッコミ役兼進行役は過去には内場勝則、大山英雄、吉田ヒロ、川畑泰史、烏川耕一、山田亮、高井俊彦（ランディーズ）、後藤秀樹、安井まさじ、新名徹郎、吉田裕、伊賀健二、大島和久が担当し、座長引退直前にはもじゃ吉田が務めていた。また、いずれも正規の舞台回しではないが安尾信乃助、信濃岳夫、佐藤太一郎、西川忠志が担当した回も存在する。また、伊賀・新名ら一部の舞台回し経験者は、自分が舞台回しを担当しない公演回においても、各々ストーリーに関係のある重要な役柄を演じることが多い。
茂造じいさんやツッコミ役とのパートナーとも言われるヒロイン役は過去には中西喜美恵、五十嵐サキ、高橋靖子、秋田久美子、島田珠代、前田真希が担当しており、座長時代末期には主に鮫島幸恵や松浦景子などが務めていた。また、舞台回し同様、正規のヒロイン役ではないが、前田まみ、小寺真理がこの役に就いた回もある。
島木譲二がワンマンショーを、平山昌雄・島田一の介が持ちネタを封印してストーリーに関係のある役柄を演じることが多いのもこの時。2008年6月の放送で「茂吉」という弟が登場した（劇中で茂造じいさんが死亡し、その代わりとして登場した。が、実際は死んだ茂造じいさんが変装していたということが終盤で明かされる）。また、島木譲二・平山昌雄・島田一の介が出演してもストーリーにあまり絡まず、茂造じいさんがストーリーに関係のある役柄を担うという、これまでの構成を逆手に取ったストーリーもある（両親に捨てられた子供を茂造じいさんが祖父として世話をし、その子供は茂造じいさんを祖父と慕うが、両親がその子供を引き取ろうとしに来るも茂造じいさんは断固に反対するという話がそれに該当する）。
座長勇退後の辻本は自身が座長を務める特別公演などを除き、今のところ清水けんじがリーダーを担当する公演に出演する際を中心に茂造じいさんを演じることが多い。

#### 茂造じいさんで演じるギャグ
- 登場時のお約束 バイト役として遅刻した時に使われる。
必ず遅刻しながらやってくる。そして手荷物を共演者（ほとんどの場合、たかおみゆき）に蹴り当て、その後以下に続く。
（茂造）「女性がヤクザに絡まれてたんです。（など）」 （ツッコミ役）「それでどうしたんや?」
（茂造）「見てた（など）」 （ツッコミ役）「見てたらあかんやん!!」あるいは「ヤクザに絡まれていたのを…」
（茂造）「助けましたよ。それで助けた女性がお礼に食事でもって言うから…」
（ツッコミ役）「それで飯食べてたんか?」 （茂造）「そこで目が覚めたんや」
（ツッコミ役）「寝とったんかい!!」もしくは「夢の話かい‼︎」そして後述の逆ギレへとつながる。
  - 最後の部分が、（茂造）「そこでCMになったんや」（ツッコミ役）「そらテレビのドラマやないか、テレビ見とったんか!?（もしくはドラマの話かい!?）」というパターンもよく使われる。
  - 2006年12月16日の放送分では蹴った手荷物が自分に当たり、山田亮に「自業自得!」と突っ込まれた。

辻本・高井以外の共演者は遅刻の原因を知った直後ずっこける（ドラマの話の場合）。この時高井が「ご協力ありがとうございます」と一礼する。
- 逆ギレ
（バイト役で）遅刻してきた理由を店の主人に問い詰められいきなり逆上し、「オイオイ、逆ギレか（笑）」と言う。この時、たかおがいる場合は八つ当たりに手荷物をヒットさせる。この他、注意した店の主人に「偉そうなこと言うな!」と食って掛かったり、2010年代以降は「（遅刻の理由は）寝坊や! あかんのかい! 誰でも（経験）あるやろ!」と最初から逆ギレするパターンもある。
- つまらないものにはメ〜ン!
「つまらないものですが」と差し出された贈り物を共演者に持たせると、すぐさま茂造が「つまらないものにはメ〜ン!」と叫びながら杖で贈り物を叩き落し、「ア〜ンド、タイガー・ウッズ!、マルちゃん!、ウィー!、さくらちゃん!、藍ちゃん!遼くん!松山くん!」などとプロゴルファーの名前を言いながらゴルフスイングで遠くへ飛ばし、顔の前に手をかざして飛んだ方向を確認する。
（ツッコミ役）頭を叩く（つっこむ）が、座長時代末期には省略される回もあった。
（茂造）　慌てて上を向き、指を差しながら頭上を確認する。
（ツッコミ役）「何しとんねん! 上なんもない! 俺が叩いたんや!」
（茂造）「『つまらん』って言うからやろ!」
（ツッコミ役）「中身は詰まっとんねん!」または「『つまらんもん』言うたのお前や!」
（安尾が「つまらん! 箱の中身はつまらん!」と、大滝秀治のモノマネで続く場合もある）
ここで終了する場合と、後述のように続く場合がある。
（ツッコミ役）「（贈り物を渡した人に）すいません、これ、中身なんですか?」
（贈り物を渡した人）「煎餅です（他には「アップルパイです」、「ケーキです」、「ラ・フランスです」など）」
（茂造）「煎餅が砕けてあられになっただけや（他には「アップルパイが潰れてペチャパイになっただけや」、「ケーキが転がってロールケーキになっただけや」、「ラ・フランスが潰れて用無しになっただけや」など）
（ツッコミ役）「うまいこと言わんでええねん!」
  - 差し出したのが伊賀健二の場合、「中身は何や!? 東京ばな奈か!? うなぎパイか!? ういろうか!? 生八つ橋か!? たこ焼き饅頭か!?」と（東海道）新幹線の停車駅のみやげ物の名を上げて問い詰めるバージョンもある（「全部新幹線の停まる駅のみやげ物ばっかや!」っと突っ込まれる。その後、「よう分かったなぁ(笑)。紅葉饅頭まで言いたかったんやけどなぁ…」と言うこともある）。それとは別に、「中身は新幹線の模型?」と尋ねるパターンもある。
  - 2006年8月5日の放送では、杖で叩き落した際に客席に落ちてしまい、お客さんに拾ってもらった後でゴルフスイングをした。また、同様にスイングをしようとしたところ、杖が箱に刺さってしまったこともある（アドリブでなんとかうまくやり過ごせた）。あとは上記の通り突っ込まれた。それ以外にもせんべいではなく、ガラスの工芸品だったこともあり、他の共演者が贈り主にツッコんだこともあった。この杖は「ステッキな杖」という商品名でNGKの吉本グッズの店で販売されている（税込1575円）。
- 主にみゆきに対して 『クソジジイ!』と言われると『クソにジジイまでつけやがって〜!』と言い、周りから『逆や!ジジイにクソつけたんや!』と突っ込まれる。
- 悪戯（八つ当たりやイジリ）などをして周りから『謝らんかい!』と責められると、顔を引きつりながら『ゴメンなぁ!』と謝るが、『謝る気ないやろ!』などと簡単に悟られる。
- ヤクザが主にイスを蹴って店を荒らすと、「何すんじゃこらぁ!」とテーブルを蹴り飛ばして「やりすぎちゃうか〜!」と言ったところを「あんたや!（もしくはお前や!）」と突っ込まれる。ヤクザ役もかなり驚く。
- 新たに共演者が舞台に登場した際、偶然にも既出していた出演者の関係者（血縁・上司・恋愛など）であり、「○○君（さん）!?」「○○さん（君）!?」と必ず互いの名前を呼んで驚くが、それに便乗して茂造が近くの共演者に対して同じように「○○君（さん）!?」「茂造さん!?」と呼んで驚くやりとりをして、ツッコミ役から「知ってるやろ!」とツッコまれる。

この時、茂造に呼びかけられる相手は主にヒロイン役やツッコミ役だが、2010年代以降は辻本のアドリブで全く別の共演者（主に平山昌雄、浅香あき恵、青野敏行、若井みどりなど）に対し不意打ち同然にこのネタが振られることが増え、ネタを振られた相手は大抵は突然のネタ振りに驚いたり、戸惑ってしまい、それを見たツッコミ役から「急に呼んだら、そうなるわ!」とツッコまれることが多い。特にアドリブが弱い平山には何度もこのネタ振りをしかけることが多い。
一方、あき恵はこのネタを振られた際に比較的うまく応対できることが多い。
- 大抵はバイト役だが、途中引っ込んで、そのバイト先の店などが悪役に騙されかかっている時に現れ、「ある時は○○のじじい。またある時は○○のじじい。はたしてその実体は!!」と名乗り、共演者が「その実体は?」と聞くと「じじい!!」と答え共演者に「なんやそれ!!」と突っ込まれる（共演者が「ただのじじいやないか!!」と続けることも）。辻本以外の人間がこのネタを使うこともある。
- 結婚を認めさせる芝居を仕込む天才。セリフの一字一句までも全て一人が脚色を仕込んで「あんた凄いなぁ」と突っ込まれる。但し毎回必ず失敗するのがオチ。茂造じいさん以外の役の時にやることもある。
- 連続ビンタ。相手の胸ぐらを掴んで空振りのビンタを何往復も浴びせる。やられた相手は左右に首を振り続ける。相手は主にヤクザやダメ息子などだが次第に関係のない人間にも浴びせる。最後の方は舞台裏の効果音担当の人が疲れてゆっくりになる。最後まで浴びせるパターンもある。ある程度ネタとして定着した後は最後の1人（主にたかおみゆき、吉田裕、酒井藍、清水啓之）だけ本当にビンタを1発繰り出すようになった。2010年以降は茂造じいさん以外の時に使用するネタとなっており、茂造じいさんの時にはあまり使用されなくなっていたが、時偶に懐かしいネタとして、茂造じいさんの時に行った回もある。
- 漏らした紙オムツをヤクザの方向に蹴ってヤクザをひるませることもある（セリフは「これは何か分かるか、ワシがたっぷりちびった紙オムツや。名前は…アテント。ギャザー付きやで、耳澄まさんかい!」と言い紙オムツを落とし、紙オムツをヤクザにぶつける。必殺技は茂造オムツキック〈もしくはアテントキック〉）。また、犯人が逮捕されて連行される際、刑事に紙オムツを「刑事さん、凶器です」と言って渡す。また、杖で銃弾を跳ね返すこともある。
- 杖でヤクザを叩きのめして、

（共演者）「あんた何もんや?」
（茂造）「越後のちりめん問屋ですよ」
（ツッコミ役）「それは『水戸黄門』やろ!」
（その他の共演者）「ははー」と言いながら土下座をする。
- 肩をはだけて『遠山の金さん』風に「オウオウオウオウ、目に入らねぇか、このBCGが!」（BCG注射の跡を見せる）
- 家に入ってくる時などに持っている杖でチャイムをひたすら鳴らす。
他の共演者にクイズ形式で質問をし、その共演者が質問に正解した場合にも、クイズ番組で問題に正解した場合と同じように何度もチャイムを鳴らすこともある。
  - なお、これは、安尾信乃助も披露したことがある。
- 共演者から「口にチャックしとけ」と言われて口にチャックするものの、閉めたままにしておいたせいで、「よかったね」と言おうとしても「ンゴンゴ…」となることもある。
- 大抵、設定では借金をしており、借金取りが現れると、『どうもどうも』と言って抱き合い、「誰?」と言われると『わしの借金取り』「おかしいやろ」とツッコまれ、借金の原因を「ギャンブルか?」とたずねられると、『違うわ、お前らにわしの気持ちがわかるのか? わしの友人に○○（よねきち、さんぺい、さんきち、さだおなど）いうやつがおるやろ? 今、入院してるんや。見舞いに行ったときに先生に聞いたんや。○○、あと3カ月の命らしいわ。その病院の帰りにパチンコ（競馬）で負けたんや』と答え、「ギャンブルや!!」とさらにツッコまれ、『○○〜〜!』と泣き叫ぶマネをするも、「関係ないわ」と言われて、取立てが始まる。たいていその借金取りはその後、茂造じいさんが借金を返すことを条件に、親子やカップルのよりを戻すためのおとりの演技に利用される。よりを戻す女性や娘を襲い、それを男性や父親に助けさせることが目的。借金取りは「俺は指名手配中の銀行強盗や!」などと言って襲うが、待ち伏せしていた警官に取り囲まれ逮捕される（その後借金取りはエンディングまで一切出てこない）。
- あんた『お笑い』苦手なん!?

座長時代最末期の頃に定着したネタ。 もじゃ吉田演じる悪役（シルバースーツのヤクザなど）が茂造に撃退されて逮捕されるも、エンディングで警察官を振り切り、その際に奪った拳銃で報復しに来ては、
（もじゃ）「おい、じじい!」
（茂造）「なんや?」
（もじゃ）「お前さっき、○○（「右の壁から怪獣を出してきた」、「テーブルを蹴とばしてきた」など）やろ!?」
（茂造）「おう」
（もじゃ）「俺はなぁ…○○（「急に化け物を出されること恐怖症」、「テーブルでは楽しくお食事をするものであって蹴飛ばしたり乱暴に扱うことはやめていこうねの会西日本副理事長」など）じゃい!!」
すると会場全体がしらけた雰囲気になり、
（アキ）「…苦手なぁん?」
（茂造）「え〜!?あんた、お笑い…」
（茂造&アキ）「苦手なん!?」
（茂造）「あんた、お笑い…」
（茂造&アキ&その他の共演者）「苦手なん!?」
この後茂造が観客に呼び掛けて、
（茂造）「あんた、お笑い…」
（茂造&アキ&その他の共演者&観客）「苦手なん!?」
（もじゃ）「（観客に向かって泣きそうな顔で）言わなくていいですよぉ!!/参加しなくていいですよぉ!!」
- 髪の毛、頭に関するネタ
  - 一連の行動で顰蹙を買って怒られた後、神妙な顔つきで「辻本茂造、一生の不覚です。お詫びのしるしに頭丸めます」と言って反省するが「もう丸なってるやろ!」っとツッコミが入って手を頭に当てハッ…とした顔をする。そして「今気付いたんかい!!」などとツッコまれる。島田一の介の頭を見て「ハゲ」といじり、「おたくもハゲてますよ」とツッコまれた時に上記のやりとりにつながるパターンもある。
  - なにやら大変な事態に陥ったとき、「大丈夫、ワシの髪の毛が真っ黒なうちは○○なんてことはないから」と安心させるが、すでに白髪なので「真っ白やがな!」と、突っ込まれる。
  - 「横の毛、みんな剃ったるぞ!」と言われて横の毛に手を当て何やら思案げな表情をし「想像すなっ!!」っと突っ込まれる。
- 和子ばあさんと目が合って「おい!! ワシやがな! 久しぶりやな〜!!」「いや〜何年ぶり? こんなに年取ってぇ〜」っと言って再会を喜ぶ会話をした後、「二人知り合いやったんか?」と共演者が言うと「初めまして」と言って握手を交わす（そして共演者に「ちゃうんかい!?」と突っ込まれる）。
- 「たれち〜〜〜〜ち〜〜〜〜」とバケツを叩きながらバナナ・ボート風に歌って桑原和男が台に上がり垂れ乳を出して最後に土下座で終わる。これには烏川や安尾その他が加わる。そして他の共演者が「何やってんねん!!」っと突っ込んで辻本が「只今の時間は乳神様（もしくは垂れ乳の神様）へのお祈りの時間でございます」っとボケる。烏川耕一に対して行われる「ひょっと〜〜〜〜こ〜〜〜〜れ〜〜〜〜」も、これとまったく同じ要領である。この場合は烏川が口笛を吹き、それに対して辻本らが「ひょっとこの神様が怒った」とはやし立てる。これは、他の共演者の言葉を途中で故意に遮る時などに使う（例：ヒロイン役がお見合いをしていて、そのお見合い相手が「僕とお付き合いして下さい」と言いかけるのを途中で遮ってこのネタをやる）。
- （初対面の挨拶のとき）「初めまして、ハニカミ王子です」と言い、はにかむ（その後「こら、はにかむな!」または「それ、はにかんでる顔なんですか？」と突っ込まれる）。お人好しヤクザの役の時にやることも。
- 「許してやったらどうや」
  - 何かの目的で芝居を打つパターンの際、自分に割り振られたセリフ（「許してやったらどうや」など）を抑揚のないおかしな発音でしゃべる（これはセリフを教える役の山田亮が発音を間違えてウケたことから恒例のギャグになった）。このセリフを練習する時は決まって「ちゃんと訛れるかな〜、緊張するわ〜」と言いながら目を強く閉じ、やや顎を上げ、気をつけの姿勢を取る。本番でも同様の姿勢でしゃべるが、タイミングを誤って事態を悪化させることが多い。また芝居を打たない場面でも「許してやったらどうや」と発し、共演者から「何ですかその言い方」と突っ込まれ、客席側を見ながら「わかる人にはわかる」と言うパターンもある。
  - 2012年9月8日の放送では、（収録当時）夏休みで子供が多く観に来ていたことを考慮した辻本自身の提案で客席にいる観客達と共に「許してやったらどうや」と発した。その際大勢の観客が乗ってくれたことを嬉しく思った辻本は客席に向かって「茂造教の皆よ…」と口走り、高井から「調子乗りすぎ」とツッコまれた。
- 安尾と共演する際しりとりをするのだが、必ず“ん”で終わる単語（フライパン・新幹線・やかん・うどんなど）を続けて使い、その場に居合わせた共演者を苛立たせる。

（茂造）「暇やな〜・・・よっしゃ、しりとりしよか。今日は負けへんで〜、カメレオン!」
（安尾）「キリン!」
（茂造）「ジーパン!」
（安尾）「レンコン!」
（茂造）「フライパン!」
（共演者）「苛々して寝られへん!」
（茂造・安尾）「寝られへん!」
（共演者）「参加したんとちゃうねん」
（茂造・安尾）「ちゃうねん!」
（共演者）「もう知らん」
（茂造・安尾）「知らん!」
（共演者）「もういいって!」
（茂造）「あんた天才や、3連発やなんて」
- 遺影ネタ
劇中で茂造が崖から落ちるなどして死亡した場合、次の場面は他の共演者達が茂造の遺影を持って喪に服す場面から始まるが、なぜか遺影に使われている茂造の写真は変な顔をしているものであり、主にツッコミ役が「その写真しかなかったん!?」とあきれながら指摘する。茂造が残した借金の取り立てに来たヤクザの辻本が「凄い写真やな〜!!」「もっとマシな写真なかったんかい!」とツッコむこともある。
亡き妻との思い出を語る際に取り出す妻の遺影も変な顔をしている。
- 亡き妻との思い出

（カップルの前で）
（茂造）「ここはワシとばあさんとの思い出の場所なんや・・・思い出すなぁ○年前の今頃…（マドンナのいる方を指し）ちょうどアンタがいる辺りや。そこでばあさんが…」
（共演者）「奥さんが?」
（茂造）「そこでばあさんが死んでたんや（首吊ってたんや）…」
（共演者）「縁起悪いわ（気持ち悪いわ）!!︎」
（茂造）「（遺影か位牌を取り出し）ばあさーーーんっ!!︎」

### シゲオとアキコ
- 2008年に脚本家が変わった際、極端なバーコード調のハゲづらを被っている中年のおじさんという原型となるキャラクターが登場。茂造じいさんと異なり、役名も本名と同じ『辻本シゲオ[注釈 5]』であるが、この頃はまだ、ギャグや人物像に関しては茂造とほとんど変わらなかった。会社をリストラされてアルバイトとしてやってくるパターンが多かった。
- 2015年に極端なハゲづらを被った外見はそのままにアキ扮する妻の「アキコ（アキ子）」との中年夫婦にキャラクター設定を変更。「シゲオとアキコ」として登場する様になった。それぞれの定番のギャグを交えた掛け合いの他、下記のネタなど、独自のギャグが大幅に増え、お人好しヤクザや茂造に並ぶ、辻本の新たな代表的キャラクターに生まれ変わった。舞台回しは2016年までは吉田裕。2017年は伊賀健二。2018年以降は大島和久が、それぞれ担当している。
- なお、公演回によってはシゲオが、シゲファニーという派生キャラクターや、茂造に置き換わったり[8][注釈 6]、更には地上げ屋役を演じる際にアーガイル柄の衣装を着用[9]するなど、辻本が演じる他キャラクターの設定を取り入れることもある。

#### シゲオとアキコで演じるギャグ
- 「チャンピオンベルトを見せろよ」
  - （島田一の介、浅香あき恵、若井みどり、五十嵐サキなど）とりわけ特徴的な外見（ハゲや不細工）を持った人物を散々こき下ろすシゲオに対し…

（アキコ）「あんた、それは言い過ぎでしょ!」
（シゲオ）「すいません!」
（アキコ）「いいよぉー!」（※ここまではアキの定番ネタ）
（舞台回し）「いいんですか!?」
（アキコ）「いいよー。だってこの人めちゃめちゃ◯◯（「ズルむけ」、「ブサイク」、「椎茸の裏」、「炭水化物お化け」など）じゃん。めちゃめちゃ◯◯だよ。◯◯チャンピオンやないの」
（舞台回し）「チャンピオン!?」
（アキコ）「そうよ、◯◯チャンピオンよ!」
（シゲオ）（イジられている人物の方を向いて）「おい、チャンピオンベルトを見せろ! ◯◯のチャンピオンベルトを…」
（アキコ）「見せろよぉー!」
（シゲオ）「今すぐに◯◯チャンピオンベルトを…」
（シゲオ・アキコ）「見せろよぉー!」
（イジられた相手）「無いわ!そんなもん!」もしくは「あるか!そんなもん!」
- ツッコミの無い夫婦漫才
  - 唐突にシゲオとアキコの2人で「漫才の練習」と称して夫婦漫才を披露するが、ツッコミ役のシゲオがツッコむべき場面で一切ツッコまないでトンチンカンな返答ばかりして、しびれを切らした舞台回しからツッコまれる。

- 例）

（アキコ）「私、夢あるねん。やっぱり女性やから、スーパーボディを手に入れる事」
（シゲオ）「あ～。皆欲しがる！」
（アキコ）「バストが98センチ、ウエストが42センチ、ヒップが…6センチ！」
（シゲオ）「ホンマかいな！」
（アキコ）「やっぱりカッコいい車が欲しいね」
（シゲオ）「へぇ～。どんな車？」
（アキコ）「う～ん。やっぱり『火の車』？」
（シゲオ）「ぜひ乗らせて！」
（アキコ）「やっぱりマイホームが欲しいわぁ」
（シゲオ）「どんなマイホームがえぇの？」
（アキコ）「リビングが40畳、寝室が20畳、和室に…オダギリジョー！」
（シゲオ）「こんにちは！」
（舞台回し）「ツッコめやーーー!!」
- - この時、前フリとしてシゲオが漫才の前に「実はワシ若い頃は鋭いツッコミをする事から『○○（剃刀、ジャックナイフ、日本刀、など）のシゲ』って呼ばれてたんや」などと嘯き、舞台回しからツッコまれる際にはそれを引き合いに出されて「『○○のシゲ』どこいってもうたんや!?」、「○○の刃、錆びてもうてるぞ！」等と指摘される。

- 元気が出る梅干し（梅干しの種飛ばし）
  - 舞台回しに怒られたり、バーコード頭を指摘されるなどして落ち込んだシゲオを見かねたアキコが、自ら所持していた『元気が出る梅干し』を与え、それをシゲオが食べてアキコが合図すると、突然、BGM[注釈 7]が流れだし、アキコが得意のダンスネタを披露する中、舞台の袖からバレリーナの格好をしたバックダンサー役の女性座員2人（松村恵美と松浦景子。なお、松村恵美の新喜劇退団後は、一時的に松浦のみであったが、2017年以降は小林ゆうが加わる）が現れて回りながら踊ったり、他の共演者が手拍子をして場を盛り上げる。シゲオは階段の上に登り、下で種をキャッチする為のバケツを持って構えたアキコ目がけて梅干しの種を吹き飛ばし、それを階下にいるアキコがキャッチするパフォーマンスを見せる。パフォーマンスが終わると、バックダンサー達は何事もなかったかのように舞台袖に引っ込む。
  - このパフォーマンスを見て「今の何や!?」、「これなんのショータイムやねん!」とツッコんだ人物（主に舞台回し）に対し、シゲオ・アキコの2人で「このいちびり、お前もやりたいんやろ?」と煽り、その人物も同様のパフォーマンスに挑戦する事になる。ツッコんだ人物が借金取りなどの場合、シゲオが「種飛ばしに挑戦して、失敗したら借金はチャラ。成功したら借金を今すぐ返す」という条件を持ちかける事で、挑戦する下りになる。尚、（パフォーマンスに）失敗した場合は借金取りが「こんなんで借金チャラにできるわけないやろ!」等と開き直り、成功した場合は、反対にシゲオ・アキコ（と他の出演者や、客席の観客）達が「（『成功したら借金をすぐ返す』なんて）そんなん言うた?」、「知らん」とシラを切るなどして結局どちらにしても借金問題の解決には至らない。
  - 挑戦者は、アキコからバケツではなくコップを手渡されるが、それについて抗議すると「人間の器のサイズやろがい！」となぜか逆ギレされる。そして、パフォーマンスが始まるとBGMこそアキコの時と同じだが、アキコやシゲオをはじめとする場を盛り上げる共演者達やバックダンサー達が明らかにやる気がなかったり、アキコの時と違ってバックダンサーのバレリーナが男性座員だったりするなど待遇が非常に悪く、前述どおり種をキャッチする難易度も高くなっている為、ほとんどの場合、失敗に終わってしまう事が多い。
  - 2016年6月11日の放送では、島田一の介が挑戦した際に、偶然にも種のキャッチに成功し、これには辻本やアキ、そして一の介本人も驚いていた。
  - 同年の12月24日の放送では、森田展義が挑戦した際に、一の介同様にキャッチに成功した。尚、森田は2018年の9月8日の放送でも種のキャッチに成功している。
  - 2018年の9月8日の放送では、清水けんじが挑戦するが、一度は一の介や森田同様にキャッチに成功したものの、喜んでガッツポーズをした拍子に、キャッチしていた種をコップから飛ばしてしまうという凡ミスを犯し、辻本から「お前アホやろ!」とツッコまれた。

### ヤクザ役、茂造じいさん役両方で見られるギャグ
- メェェェェ!（泣き声）
- 旅館やホテルにビデオを仕掛け、借金取りとマドンナ役が共謀しているところを密かに撮影し、悪行を暴露する。しかしビデオには辻本と女性従業員（たいていはツッコミ役の夫人役）が浮気している現場まで収録されており、ツッコミ役から突っ込まれる。この浮気には、どさくさ紛れに桑原和男が乱入することもある。
- 散らかった洗濯物を立ったままの姿勢でアゴを使いながら非常に綺麗に畳む。アパレル関係のアルバイトをしていた時に培った特技で、「それでアゴが長いんか」と納得されることもある。
- 裏声でお見合いを妨害

例）
（共演者）「ご趣味は?」
（辻本）　「万引き」
（共演者）「好きな男性のタイプは?」
（辻本）　「ひょっとこ（デブ）」
（共演者）「今度、お食事でも（映画でも）行きませんか?」
（辻本）　「嫌よ!! あんたなんか嫌いよ!!…」
（共演者）「ちょっとお宅! さっきから邪魔しやんといてください!!」
（辻本）　「証拠あるんか??（裏声のまま）」
（共演者）「それや!!」
※この後、お見合いの男性が気が進まないマドンナ役にアタックしようとする度にバケツや缶などを叩いて妨害し、何回目かにリズム感のあるバケツを叩く音がして「ひょっと〜〜〜こ〜〜〜〜」「たれち〜〜〜ち〜〜〜〜」に入る（烏川・桑原の各項目を参照）。

### 茂造じいさん役、シゲオ役両方で見られるギャグ
- 「〇〇の間」
設定場所がホテルや旅館といった宿泊施設の場合、客に鍵を渡す際に舞台回しから「お客様を部屋にご案内する時には「〇〇の間」と言って渡してください」と指示されるが、その際、オチが「間（ま）」になるように合わせた会話劇を一人芝居で行う。
  - 例1

「お母さ～ん。最近太ったんとちゃう？」
「失礼な事言いな! 私、ダイエットしてるのよ!」
「でもお母さん、お腹三段腹やでぇ」  　　　　　
「ま（間）っ!?」
- - 例2

「お母さん大変や！ クラスメイトのケイコちゃん、万引きで捕まったんやって！」  　　　　　 　
「ま（間）ぁ～っ!?」
- - 例3

「お母さ〜ん。今日も唐揚げ？もう毎日唐揚げやんか！もう飽きたわ〜！お腹空いてるから我慢して食べるけど！もう！あんっ（唐揚げを食べる）。お母さん！この唐揚げまだ“生《なま（間）》”っ!?
- - 例4

「お母さ〜ん！お母さ〜ん！転けてジャージ破れた！転けてジャージ破れた！新しいの買って！
「仕方ないわね、どこのジャージがいいの？」
「プーマ（間）！」
- この他、複数のパターンがある他、その時期における時事ネタを絡めたパターンも披露した事がある。すぐに舞台回しから「そんな部屋ないぞ!」とツッコまれるが、客が鍵のタグを慌てて確認したり「変わった名前の部屋ですね?」とキョトンとする事もある。この場合、舞台回しは「冗談ですよ!?」と慌ててフォローする。
- なんてこった、パンナコッタ
  - 窮地に追い込まれた時や、やるせない状況を前にした共演者が、思わず「何てこった！」というところを、「パンナコッタ」をかけたダジャレにして、「なんてこった、パンナコッタ！」と客席を向いて言う。それを聞いた辻本が「今聞きました？今どきダジャレって『なんてこった、パンナコッタ』ですって！」と舞台上にいる共演者や客席に向かって話し掛け、舞台回しから「いや、もうわかったから！」、「いつまでやんねん！」と制止される。
  - 元々これは浅香あき恵の持ちギャグであったが、茂造じいさんの時に披露した際に辻本がアドリブで散々イジり、大ウケした事で、辻本が座長を務める公演における定番ネタの一つとなり、それに伴い、あき恵以外の出演者（島田一の介、吉田裕、伊賀健二、大島和久等）も行うようになった。
  - 機会は少ないが、三人ヤクザの時にも披露する事がある。
- 乱射ツッコミ
  - （島田珠代、浅香あき恵、小寺真理、五十嵐サキ等）キャラの濃い女性出演者が、突然奇声を上げながら訳の分らない動作及び変な動作を舞台中央で行うと、他の共演者と共に暫く静観しているが、やがて堪忍袋の緒が切れ、警察官、または刑事から借りた[注釈 8]拳銃を乱射する。この時は、弾が無くなっても延々トリガーを引き続ける。また、発砲する際には凄まじい形相を浮かべている事が多い。
  - 舞台回しが其の事でツッコミを入れると「ツッコミが思い浮かばなかった」或は「皆の期待に応えた」「どうして良いか分らなかった」等と返す。それに対し「だからって撃ったらあかんねん！大体何で拳銃持っているんや？！」と訊くと、借りていた共演者に「ありがとう」と言いながら返す。その際、「これは威嚇用の空砲だから大丈夫です。実弾入りは別ですから」と解説が為されるが「そういう問題とちゃうわ。貸したらあかんから」と更に突っ込まれる。
- エンディングでトラブル（「辻本が共演者を殴るまたは拳銃で発砲する」・「共演者が別の共演者を殴る」ほか）が起きて警察官またはヤクザが駆け付けると、辻本は「こいつです!」と第3者（アキ、奥重敦史など）を指さす。指をさされた第3者は警察官またはヤクザに一発殴られた後で連行されては以下のパターンでオチを付けて終わったりする。
  - 辻本が指をさした相手がアキだった場合、

（アキ）「あんたのせいで捕まったやないの!」または「あんた絶対に許さへんからな!」
（辻本）「すいません!」
（アキ）「いいよぉー!」
（舞台回し）「いいわけないでしょ!!」
  - 辻本が指をさした相手がアキ以外だった場合は、

（辻本）「この状況、なんてこった!」
（観客）「パンナコッタ!!」
（辻本）「オーケイ!」

### お茂
- 2008年に登場した女性キャラクター。やっていることは、茂造じいさんとだいたい同じ。

### 横分七三郎
- 2009年に登場したキャラクター。その名のとおり髪型を七三分けにし、サスペンダーに半ズボンというお坊ちゃまスタイルである。髪形を乱されることを異常に嫌い、髪に相手の手が触れただけでも怒鳴りたてて怒る。それ以外のパターンは基本的に茂造と同じ。

### 缶太郎
- 2010年に登場したキャラクター。その名の通り、空き缶を集めてその日の金を稼ぐ浮浪者で、舞台となる場所に勝手に住みついていることが多い。身なりは浮浪者らしく非常に薄汚く、髪型もボサボサである。あだ名は「カンカン太郎」。

基本的に茂造と同じであるが、自転車に乗って舞台上を暴走する、缶の詰まった袋を床に叩きつけて大きな音を立てる、缶を材料にした弓矢「カンカンアーチェリー」や、ゴム鉄砲「カンカンライフル」、ヌンチャク「カンカンヌンチャク」自殺に使おうとするナイフ「カンカンナイフ」など様々な武器を開発して、終盤ではそれを使って悪役と対峙するなどこのキャラクター独自のギャグも多数ある。ヌンチャクは銃弾を弾き飛ばすことも出来る。また、「これがほんまの缶フーや」と言葉遊びに繋げる。

### 辻林都
- 2011年に登場したキャラクター。モデルはマナー講師の平林都。礼儀やマナーにうるさいなど、一見茂造に比べて常識人のキャラクターに見えるが、実際は茂造と大差ないほどにハチャメチャな性格。その為やっていることは従来と変わりないものの、このキャラクター独自のギャグとしてモノマネの指導や、無茶振りした相手がすべった時などに容赦なくひっぱたく為に常備しているスリッパ（本人によると「笑いを生むスリッパ」）などがある。また、マナーだけでなく他人のギャグに対しても従来以上に厳しく、茂造以上にプレッシャーをかける無茶振りや、すべった時のペナルティも前記のスリッパなど、茂造の時以上に過激なものを仕掛けることが多い。

### 家政婦のネタ
- 2012年に登場したキャラクター。モデルは家政婦のミタ。オリジナルと同様に、感情が無くて全く笑わない。家事は完璧にこなして命令には忠実。人を殺せと言われてもやりかねないようである。「承知しました」が口癖。

常に無表情、冷徹である為、自分から場をかき乱すようなボケはほとんど行わず、本来ボケるべき場面ですらボケずに共演者を不安にさせるという、これまでのキャラクターとは一線を画した部分の多いキャラクター。
使用する携帯電話は息子が使っていたというキッズケータイ。
その為、ツッコミ役から逆にボケるように強いられるという珍しい場面もあり、その際には必ず「それは業務命令でしょうか？」と確認するのがお約束となっている。
一方で、ツッコミの際の暴力の過激さや、カラクリ（舞台装置）を施したり、自分の都合の悪い展開になると「お暇を頂きます」と言って逃げるなど、従来のキャラクターを思わせる一面も少なくない。
エンディングでは、死んだと言っていたはずの家族（共演者達には劇中に、家族を過去に亡くしたと語っている）が迎えにくるなどで、ネタが初めて（かなり不気味な）笑顔を浮かべるのがオチとなっている。

### 花沢直樹
- 2013年に登場したキャラクター。モデルは半沢直樹。オリジナルと同様、銀行員という設定であり、中年のおじさんと同様にリストラされた為、アルバイトとしてやってくる。

「やられたらやり返す。倍返しだ!」、「10倍返しだ!」、「100倍返しだ!」といったおなじみのセリフを口癖とし、他者に暴言や暴力（軽いツッコミ程度の小さいもの）を受けた場合、その倍もの暴力で報復する。また、それ以外にも「返し」が入った言葉を話す時などには、いちいち同様の言い回しで叫んでツッコミ役などを苛立たせる。それ以外の基本的なボケのパターンは従来通りである。
階段落ちなどの操作はリモコンで行う。
2013年11月2日の放送では、青野敏行が半沢の宿敵である大和田常務をモデルとしたキャラクターで登場し、花沢と、元ネタとなったドラマの最終回同様のやりとりを繰り広げて笑いをとった。

### リーゼントのシゲちゃん
2017年8月の座長公演（「リーゼントのシゲちゃん、恋をする」）で一度だけ登場した新キャラクター。やっていることは茂造じいさんとだいたい同じ。

### その他のキャラクター
上記以外には、2009年に座敷わらし（すっちーと共演）、未来から来たボディーガードと2010年にAVATAR（共に井上竜夫と共演）などを演じた。

### 上記以外もしくはかつての代表的なギャグ
- アゴやこれはー!
- 誰がフランスパンかじってんねん
- ハッハッハッ…フフッ
- 俺のアゴがお前のアゴにー!
- 何か下ネタ系の妄想をした末に「がくっ」と言って力を抜いて頭を垂れる（桑原和男がやるのと同じようなネタ）
- 登場時に服（背広）のすそを両手でヒラヒラさせながら「失礼しますわよ〜〜〜〜ん」（「生活笑百科」でも、たまに使用していた）と言って、登場人物達がずっこける。内場勝則の場合は何度もずっこけて、辻本が「そこまでおもろないねん!」とツッコむ。
- 聞いて驚かないで下さいね…えぇっ!?（「自分が先に驚いてますやん、まだ何も言うてへんし」とツッコまれる）
- 自分でボケて自分で突っ込む（例「いらっしゃい!何にしましょう？…あんた店の人と違うがな〜〜っ!」）
- （顔を両手で覆って）恥ずかしい〜〜〜ぴよぴよっ!
- しゃくれたアゴをイジられる。また、尖ったものに間違えられる（座長になってからは封印。しかし現在でも主に内場勝則と共演のときに、まれに見られることがある）。
  - ペリカン、ショベルカーやブルトーザー、ナイフなどの刃物、フランスパン、スコップ、鈴、三角定規など。

例：（内場勝則）『うわ〜、今日は何の料理作ってくれはるんですか?』
（辻本）『何の話や?』
（内場）：『え?クッキングパパでしょ?』
（辻本）『誰がクッキングパパや!』などもあった（この後に『違う違う、この人ど根性ガエルの梅さんや』と続く場合もある）。
  - 桑原和男とのやりとり（現在は封印）

（桑原）：『えぇと、確か…アゴ本茂雄さんとおっしゃいましたかね?』
（辻本）『辻本や!』
（桑原）：『あ、失礼しました。辻本…アゴ吉?』
（辻本）『誰がアゴ吉や! どこの親がかわいい自分の息子にアゴ吉って付けんねん!』
（桑原）：『ほな何吉?』
（辻本）『吉なんかついてへんわ! し・げ・お!（茂雄）』
（桑原）：『まあ! もしかして巨人の長嶋監督と同じ名前？』
（辻本）『そうや。しかも同じ漢字やで』
（桑原）：『あらすごいですね… えぇと… シャクレ本茂雄さん?』
（辻本）『辻本や! なんやねんシャクレ本て! 日本中探してもそんな苗字おらへんわ! シャクレ本てどんな字書くねんババア!こら』
（桑原）：『水をすくう杓にお礼の礼の杓礼』
（辻本）『当て字やそんなもん!ちゃうがな!つーじーもーとー!』
（桑原）：『まあごめんなさいね、ほなショベルカー茂雄?』
（辻本）『辻本や言うてるやろ! ショベルカーてどっから出てきてん!』
（桑原）：『（アゴを指差して）こっから』
（辻本）『ちゃうわ!つーじーもーとー!』
（桑原）：『ペーリーカーンー!』
（辻本）『鳥やろ! そやから、辻本茂雄って言うねん!』
（桑原）：『怒ってます?』
（辻本）『怒ってますよ!』
（桑原）：『それならば謝ります。アゴめん、アゴめん』
（辻本）『それは「ごめん」やろうが! 「ごめんなさい」とか「すみません」やないかい!』
（桑原）：『どうも、すみません。ご忠告、アゴがとう』
（辻本）『「ありがとう」やないかい。もう、あんた、よろしいわ!』

- アゴネタについては、上記の他にも、「アゴ苦労さん（ご苦労さん）」「アゴかけ下さい（おかけ下さい）」「トイレは、アッゴです（あっこやろ!）」「今日はアゴ凝るわ（肩凝るわやろ!）」「すいませんでした。アゴ気をつけます（以後やろ!）」「昔々さんですか?（英語で言うとlong long ago<ロングロングアゴ>）」「アゴッピーニューイヤー（ハッピーニューイヤー）」などといったバージョンもあった。
- また、共演者が尖った物（剣、フランスパン、スコップなど）と間違えてアゴに触れ、びっくりして他の共演者に小さい声で「アゴや」と言って、こっそりと笑う掛け合いがあった。同様のパターンで、内場勝則が辻本のアゴを見て驚き、黙って地面に足で「アゴ」と書き、辻本が「書くな!」と突っ込むパターンもあった。
- 辻本がバナナを食べているところを見た共演者は「おまえは食うな、共食いや!」と突っ込むことがあった。
- その他、桑原和男（の場合が多い）に「びっくりした〜。アゴが伸びてきた（刺さった）かと思った」とイジられ、「伸びる（刺さる）かい!」と辻本自身がツッコミを入れ、内場とも共演している際には、内場の持ちギャグ「えっ、そんなんできるんですか?」に発展するパターンなどもあった（辻本が「でけへん!」と返す。島木との掛け合いの時より、「でけへん!」と言って返すタイミングがやや早く、ほとんど内場が言い終わる前に「でけへん!」と返している）。

- 共演者の（以前の）携帯電話が鳴ると「こおろぎかあ〜」共演者「携帯の着信音や!」（「電話や!」）現在では着信音が多様化されているため使われない。（このネタは「スズムシか〜」として、帯谷孝史が使ったこともある。また、似たようなパターンに、井上竜夫が牛の鳴き声を聞いて「ああ、昼休みやな」と言い、共演者の石田靖に「なんでサイレンやねん!」と突っ込まれるやりとりが昔あった。浅香あき恵の甲高い悲鳴を聞いて、共演者が「昼休みやな」と言って去って行こうとするやりとりもある）
- 共演者たちが揉めて、収拾がつかなくなると「もうええ加減にせんかい!」と一喝。揉めた共演者を横一列に並べて正座させ、一人ずつを巻きざっぱ（ツッコミ用の柔らかい棒）で殴りながら毒づいていく。特に島田珠代、伊賀健二、森田展義に対しては何かと理由をつけてさらに数発殴る。
  - 元々これは未知やすえのキレ芸の一つを辻本がオマージュしたものであり、時たま彼女が見守る中でそれを披露することもある。
- 立場が逆になるネタ（内場共演時）
内場「誰が?」 辻本「俺が!」 内場「誰を?」 辻本「やすえさん（その他女性の名前など）を!」

これを繰り返すうちに、
- 辻本「誰が?」 内場「俺が!」 辻本「誰を?」 内場「やすえさん（その他女性の名前など）を!」 内場「…って反対になっとるがな!!」
- 辻本がアルバイトの役で客を怒って帰らせた場合など、

（共演者）「あんた、ほんま大丈夫か?」
（辻本）「大丈夫ですって、歯も一人で磨けるし…」と言う

- 「国歌斉唱!」と言いながら、国歌「君が代」ではなく、自らの出身高校である和歌山北高校の校歌の歌詞の一部を歌ったりすることもある。
- 洋服をたたむのが非常にうまく、しばしば会場が歓喜に包まれる。

## 出演

### テレビ

#### バラエティ番組
- バラエティー生活笑百科（NHK総合）[10]
- 今夜はえみぃ〜GO!!（毎日放送）
- 快傑えみちゃんねる（関西テレビ）
- 超!よしもと新喜劇（毎日放送）
- よしもと新喜劇（毎日放送）
- つじもと地産地消漫菜食堂（中国放送）
- たかじんONEMAN（毎日放送）

#### 情報番組
- おはよう朝日土曜日です（朝日放送）
- 2時ワクッ!金曜（関西テレビ）
- つじもと地産地消漫菜食堂（2009年4月 - 、中国放送）※ローカル番組。原則最終土曜日の夕方に放送

#### スポーツ番組
- サタうま!（関西テレビ）

#### ドラマ
- 運命の出会い"サラブレッドにかけた夢"（関西テレビ）
- 水戸黄門（TBS / C.A.L）
  - 第23部 第17話「娘涙の仇討悲願 -津山-」（1994年11月28日） - 旅の侍 役[注釈 9]
  - 第28部 第17話「暴れん坊は紀州の若様 -京都-」（2000年7月10日） - 万吉 役
- ナニワ借金道 盗られてたまるか（1998年11月8日、読売テレビ）
- 西村京太郎サスペンス　十津川警部シリーズ16「寝台急行『銀河』殺人事件」（1999年1月4日、TBS）　-林刑事　役
- 京都迷宮案内シリーズ（テレビ朝日） - 市川伊織 刑事 役
  - 第3シリーズ 第10話 - （2001年）
  - 第4シリーズ（2002年）
  - 第5シリーズ（2003年）
- 科捜研の女 season1 第5話（1999年11月18日、テレビ朝日）  - 蕎麦屋の店員・辻本 役
- ホーム&アウェイ 第3話（2002年、フジテレビ）
- 関西テレビ放送開局50周年記念ドラマ「ありがとう、オカン」（2008年10月7日、関西テレビ・フジテレビ）
- 連続テレビ小説（NHK）
  - あさが来た（2016年） - 山崎平十郎 役
  - スカーレット（2019年） - 平田昭三 役

### ラジオ
- ぷるぷるMagicモンスター（1998年4月6日 - 1999年4月1日、東海ラジオ） - 火曜日担当

### 映画
- 難波金融伝ミナミの帝王劇場版partIII（1994年公開） - 岩石雄大 役
- シネマワイズ新喜劇 シリーズ
- おばちゃんチップス（2007年）

### CM
- NTT
- 週間賃貸住宅サービス
- 日清食品
- エスエスケイ
- 富士フイルム
- マツダ
- キリンビール